# Provinciale weg 625
De provinciale weg 625 (N625) is een provinciale weg in Noord-Brabant. De weg vormt een verbinding tussen 's-Hertogenbosch en Oss via Lith. Tussen 't Wild en Maren en tussen Lith en Lithoijen fungeert de weg als dijkweg langs de Maas.
Het grootste gedeelte, van 's-Hertogenbosch tot Lithoijen is uitgevoerd als tweestrooks-erftoegangsweg met buiten de bebouwde kom een maximumsnelheid van 60 km/h. Het overige gedeelte tot Oss is uitgevoerd als tweestrooks-gebiedsontsluitingsweg met een maximumsnelheid van 80 km/h.
Voorheen voerde de N625 ten noorden van 's-Hertogenbosch door de bebouwde kom van Empel naar de A2 ter hoogte van de aansluiting Rosmalen-West. Tegenwoordig sluit de N625 aan op de Blauwe Sluisweg in Rosmalen en die voert naar dezelfde aansluiting op de A2. Enerzijds wordt hierdoor de wijk De Groote Wielen beter ontsloten, anderzijds zorgt het ervoor dat de bebouwde kom van Empel niet langer belast wordt door doorgaand verkeer.
Tot het gereedkomen van de A59 tussen knooppunt Hintham en Geffen in 2005 werd de N625 regelmatig als alternatieve route gebruikt. Tegenwoordig is de weg grotendeels tot erftoegangsweg verbouwd, waarmee doorgaand verkeer tussen Oss en 's-Hertogenbosch zo veel mogelijk geweerd wordt.
N62 · N69 · N251 · N252 · N253 · N254 · N255 · N256/A256 · N257 · N258 · N260 · N261 · N262 · N263 · N264 · N266 · N267 · N268 · N269 · N270/A270 · N271 · N272 · N273 · N274 · N275 · N276 · N277 · N278 · N279 · N280 · N281 · N282 · N283 · N284 · N285 · N286 · N287 · N288 · N289 · N290 · N291 · N292 · N293 · N294 · N295 · N296 · N296n · N297 · N298 · N300 · N321 · N322 · N324 · N329 · N389 · N394 · N395 · N396 · N397

N556 · N562 · N564 · N570 · N572 · N590 · N595 · N598 · N601 · N602 · N605 · N607 · N612 · N613 · N615 · N616 · N617 · N618 · N620 · N622 · N625 · N629 · N631 · N632 · N637 · N638 · N639 · N640 · N641 · N651 · N652 · N653 · N654 · N655 · N656 · N658 · N659 · N660 · N661 · N662 · N663 · N664 · N665 · N666 · N667 · N668 · N669 · N670 · N671 · N673 · N674 · N675 · N676 · N682 · N683 · N686 · N689 · N690 · N831 · N843

Voormalige provinciale wegen: N299 · N551 · N552 · N553 · N554 · N555 · N560 · N561 · N563 · N565 · N566 · N567 · N568 · N571 · N574 · N580 · N581 · N582 · N583 · N584 · N585 · N586 · N587 · N588 · N589 · N591 · N592 · N593 · N594 · N596 · N597 · N603 · N604 · N606 · N608 · N610 · N611 · N614 · N619 · N621 · N623 · N624 · N626 · N628 · N630 · N634 · N642 · N657